# Habilidad motriz fina
La habilidad motriz fina de los movimientos musculares pequeños que ocurren en partes del cuerpo como los dedos, generalmente en coordinación con los ojos. En relación con las habilidades motoras de las manos y los dedos, el término destreza se utiliza comúnmente. Cuando se aplica a la teoría de la aptitud humana, esto se llama "la destreza manual". El alto nivel de destreza manual que los seres humanos exponen puede atribuirse a la manera en que las tareas manuales son controladas por el sistema nervioso. Cuando un niño presenta problemas en la lectoescritura, una de las causas puede ser que no se le da la importancia necesaria a la estimación de la motricidad fina desde su primer mes de vida, la cual se refleja posteriormente en tareas donde se utilizan de manera simultánea, el ojo, mano, dedos como por ejemplo: rasgar, cortar, pintar, apilar objetos, colorear, escribir y que permitan al niño ejercitar su vista al momento de leer.Se clasifican en dos grupos: las conductas motoras gruesas y la motricidad fina. Las conductas motoras gruesas implican el movimiento de los brazos, las piernas, los pies o el cuerpo entero. Esto incluye acciones tales como correr, gatear, caminar, nadar y otras actividades que involucran a los músculos más grandes.
Los movimientos de la mano son iniciados por comandos procedentes de una región de la corteza motora primaria que contiene un alto número de neuronas corticoespinales (CST), especializado neuronas, denominadas células corticomotoneuronal (CM). Las Células CM descienden a la médula espinal para formar conexiones monosinápticas con las neuronas motoras del asta anterior. La investigación ha demostrado que estas conexiones monosinápticas pueden dar cuenta de la gran cantidad de destreza manual observada en primates, incluyendo seres humanos.

## Tipos de habilidades motoras
Las conductas motoras son los movimientos y las acciones producidas por la contracción de los músculos. Se clasifican en dos grupos: las conductas motoras gruesas y la motricidad fina. 

Las conductas motoras gruesas implican el movimiento de los brazos, las piernas, los pies o el cuerpo entero. Esto incluye acciones tales como correr, gatear, caminar, nadar y otras actividades que involucran a los músculos más grandes.

Las conductas motoras finas son los pequeños movimientos que se producen en las manos, muñecas, dedos, pies, dedos de los pies, los labios y la lengua. Son las pequeñas acciones que se producen, como recoger objetos entre el pulgar y el dedo índice, usando un lápiz para escribir con cuidado, sosteniendo un tenedor y usarlo para comer y otras tareas de músculos pequeños que se producen a diario. 
Estos dos tipos de conductas motoras se desarrollan juntas y afectan en gran medida la coordinación del niño. A través de cada etapa de desarrollo de la vida de un niño, niñez temprana, preescolar y en edad escolar, las conductas motoras se consolidan gradualmente y entre los 6 y 12 años de edad, los niños por lo general han llegado a desarrollar la motricidad fina. Estas se mantendrán desarrollando con la edad  y la práctica con un mayor uso de los músculos mientras se practican deportes, tocar un instrumento, usar la computadora y la escritura.

## Los problemas más comunes
Las motricidad fina puede deteriorarse. Algunas de las razones para el deterioro podría ser una lesión, enfermedad, accidente cerebro vascular, deformidades congénitas, parálisis cerebral y discapacidades del desarrollo. Los problemas con el cerebro, la médula espinal, los nervios periféricos, los músculos o las articulaciones también pueden tener un efecto en las habilidades motoras finas y disminuir el control. Si un bebé o un niño menor de cinco años de edad no está desarrollando sus habilidades motoras finas, va a mostrar signos de dificultad para controlar los movimientos del cuerpo coordinados con las manos, los dedos y la cara. En los niños pequeños, el retraso en la capacidad de sentarse o de aprender a caminar puede ser una señal temprana de que habrá problemas con las habilidades motoras finas. Los niños también pueden mostrar signos de dificultad con tareas como cortar con tijeras, dibujar líneas, doblar la ropa, sostener un lápiz, escribir y cerra una cremallera. Estas son tareas que implican habilidades motoras finas, y si un niño tiene dificultad con éstos, podría tener una mala coordinación ojo-mano y podría necesitar terapia para mejorar sus habilidades.
Una de las razones por las cuales las habilidades motrices finas pueden verse afectadas podría ser por una enfermedad, accidente cerebro vascular, lesión, deformidades congénitas, parálisis del cerebro o discapacidades del desarrollo. Estos problemas del cerebro, la médula espinal, los músculos o las articulaciones pueden tener un efecto en el desarrollo de la motricidad fina en los niños.

## Evaluación
Muchas pruebas se han desarrollado con el fin de evaluar el grado de motricidad fina. Entre ellas incluyen tareas de fuerza a juego. Los seres humanos exhiben un alto grado de precisión en las tareas de las características determinadas de fuerza donde un individuo es instruido para que coincida con una fuerza de referencia aplicada a un dedo con el mismo o diferente dedo. Los seres humanos también exhiben un alto grado de precisión durante las tareas que emparejan fuerza de agarre. Estos aspectos de destreza manual son evidentes en la capacidad para los seres humanos para utilizar con eficacia las herramientas que se ponga en práctica